# Норвежка горска котка
Норвежката горска котка (Скогкет) е порода полудългокосместа котка, произхождаща от опитомените диви котки обитавали норвежките гори.

## Външен вид
Норвежката горска котка има едро, но елегантно тяло, дълги уши със снопчета косъмчета на върха както е при рисовете, големи очи, които могат да бъдат различно оцветени, задните ѝ крайници са по-дълги от предните и има дълга рунтава опашка. Козината ѝ е пищна и гъста и не пропуска влагата. Сменя козината си – през лятото тя е по-къса докато през есента се образува зимното окосмяване, което е по-обилно, за да я предпазва от студа. Стандартът на породата допуска всякакви цветове като най-често се среща основен цвят бял по гърдите, корема, лапите и муцуната и различно оцветяване на останалите части на тялото. Като всички по-едри котки съзрява на около 3 – 4 години.

## Характер
Свободолюбива котка, която въпреки това се радва на общуването с хората. Любознателна, изпълнена с чувство на достойнство. Обича спокойствието, уютният дом и добрите грижи. Редува игри с летаргия. Въпреки това най-любими са ѝ мекото легло и вкусната храна. Не обича да ѝ заповядват, послушна е, но само при условие, че всичко се случва по заобиколен начин, както на нея ѝ харесва.